# Donald C. McRuer

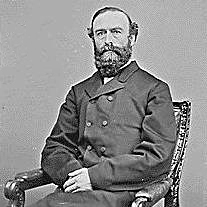
Donald C. McRuer

Donald Campbell McRuer (* 10. März 1826 in Bangor, Maine; † 29. Januar 1898 in St. Helena, Kalifornien) war ein US-amerikanischer Politiker. Zwischen 1865 und 1867 vertrat er den Bundesstaat Kalifornien im US-Repräsentantenhaus.

## Werdegang
Donald McRuer erhielt eine akademische Ausbildung. 1851 zog er nach San Francisco in Kalifornien, wo er als Kommissionshändler arbeitete. In den Jahren 1859 und 1860 gehörte er auch dem Bildungsausschuss der Stadt San Francisco an. Während des Bürgerkrieges saß McRuer in der Bundesgesundheitskommission (United States Sanitary Commission), die sich damals um die verwundeten Soldaten kümmerte. Politisch schloss er sich der Republikanischen Partei an.
Bei den Kongresswahlen des Jahres 1864 wurde McRuer im ersten Wahlbezirk von Kalifornien in das US-Repräsentantenhaus in Washington, D.C. gewählt, wo er am 4. März 1865 die Nachfolge von Cornelius Cole antrat. Da er im Jahr 1866 auf eine weitere Kandidatur verzichtete, konnte er bis zum 3. März 1867 nur eine Legislaturperiode im Kongress absolvieren. In dieser Zeit endete der Bürgerkrieg. Seit April 1865 war die Arbeit des Kongresses von den Spannungen zwischen der Republikanischen Partei und dem neuen Präsidenten Andrew Johnson überschattet.
Nach dem Ende seiner Zeit im US-Repräsentantenhaus bereiste McRuer für zwei Jahre Europa. Danach kehrte er nach San Francisco zurück, wo er vier Jahre lang als Harbor Commissioner die Hafenverwaltung leitete. Außerdem wurde er Vorstandsmitglied der Security Savings Bank of San Francisco. Donald McRuer starb am 29. Januar 1898 in St. Helena, wo er auch beigesetzt wurde.